# Romain (pape)
 (janvier 2023).
Pour les articles homonymes, voir Romain.
Romain fut le 114e pape d'août à novembre 897.
Il naquit à Gallese près de Civita Castellana. Il fut élu pour succéder à Étienne VI, qui avait été assassiné. Au cours de son bref règne, il fut sage et vertueux, selon l'historien Flodoard.
Il finit ses jours en tant que moine ; le récit ne dit pas s'il a été déposé. Le jour exact de sa mort est inconnu.
Le village de Saint-Romain (Québec) est nommé en son honneur.